# Улім
Улім (пол. Ulim, нім. Eulam) — село в Польщі, у гміні Дещно Ґожовського повіту Любуського воєводства.
Населення — 551 особа (2011).
У 1975-1998 роках село належало до Гожовського воєводства.

## Демографія
Демографічна структура станом на 31 березня 2011 року:
|          | Загалом | Допрацездатний вік | Працездатний вік | Постпрацездатний вік |
| -------- | ------- | ------------------ | ---------------- | -------------------- |
| Чоловіки | 272     | 75                 | 181              | 16                   |
| Жінки    | 279     | 64                 | 173              | 42                   |
| Разом    | 551     | 139                | 354              | 58                   |